# Ixodes persulcatus
Espèce
Ixodes persulcatus est une espèce de tiques de la famille des Ixodidae, les « tiques dures ». Elle est appelée « tique de la taïga » par les anglophones.
Cet acarien ectoparasite est dit hématophage, mais il se nourrit de chair (lysée) et de sang prélevés sur de nombreuses espèces de mammifères et d'oiseaux, dont l'homme.
Il est porteur de pathogènes responsables de zoonoses, dont certaines sont considérées comme « émergentes » chez l'homme. Ces maladies dues à des bactéries, virus ou autres parasites sont classées parmi les « maladies vectorielles à tiques ».

## Distribution
Son aire de répartition s'étend de l'Europe de l'Est au Japon, en passant par le nord et centre de l'Asie, de la Chine au Japon. 

## Description
Le dimorphisme sexuel est marqué, le mâle étant bien plus petit que la femelle. 

## Hôtes
Ce sont des animaux à sang chaud, incluant des animaux sauvages et domestiques, ongulés, chien, lapin, lièvre, micromammifères et occasionnellement oiseaux . L'homme est également hôte possible de cette espèce, généralement contactée lors de séjour en forêt ou à proximité de forêts.

## I. persulcatuset santé publique
Cette espèce (comme d'autres espèces de tiques dans l'hémisphère nord) parasite des animaux, et parfois l'homme. 
Elle est susceptible de véhiculer et inoculer plusieurs maladies vectorielles et zoonotiques et émergentes, éventuellement conjointement. Ces maladies sont notamment : 
- la maladie de Lyme[5] ; I. persulcatus en serait par exemple le principal vecteur au Japon[6] ;
- la babesiose ; ici aussi, cet acarien semble être un vecteur relativement spécifique. C'est l'une des deux seules espèces de tiques porteuses de babesia identifiées au Japon, avec I. persulcatus[7] ;
- l’ehrlichiose, en Russie par exemple[8], ou en Chine (dont dans des zones d'endémicité de la maladie de Lyme)[9] ;
- l'« encéphalite à tique » résultant de virus[10] dont « Siberian (TBEV-Sib) »  et « Far Eastern (TBEV-FE) »[11],[2]. Cette tique véhicule un sous-type européen du virus[12], avec un risque "saisonnier" de contracter la maladie[13]. Une étude récente a mis en évidence des foyers d'encéphalite à tiques au nord de la Finlande[14] (dont chez les rongeurs[15] et les bovins[16]) et en Laponie due à  I. persulcatus qui laisse penser à une extension vers le nord de la maladie ou de souches particulière du virus ou au sous-type sibérien[17]. 
Le réchauffement climatique attendu dans la zone circumpolaire pourrait induire des modifications dans les cycles de développement du virus et/ou des tiques[18],[19].

## Habitat
Cet animal semble inféodé aux bois et forêts de zones froides (taïga) à tempérées et fraiches. 

La tique reste attachée plusieurs jours à sa proie, le temps de se nourrir ; des oiseaux ou d'autres animaux qui en sont porteurs peuvent donc la véhiculer sur de grandes distances, mais l'espèce ne semble pas pouvoir durablement survivre sous d'autres climats. 

Le réchauffement climatique pourrait lui permettre de coloniser de nouveaux habitats vers le nord ou en altitude, et inversement la faire disparaître dans le sud de son aire.

## Odorat, sens de l'orientation
Les tiques n'ont pas d'yeux mais disposent d'organes senseurs très efficaces, dont l'organe de Haller. Ce dernier leur permet de finement discriminer certaines molécules et odeurs. 
Chez des tiques de cette espèce, on a étudié les réponses d'individus femelles à plusieurs stimuli olfactifs ; l'osmophérone (5-a-androst-16-ène-3-ol), l'osmophérine (acides butanoïque et 3-méthylbutanoïque), le DEET (N, N-diéthyl-méta-toluamide), l'éthanol (96 %) comparés à l'eau (test-témoin du stimulus). 
Le stimulus était délivré aux tiques dans un labyrinthe de verre en forme de Y (pour 50 tiques par expérimentation). Les réponses étudiées et mesurées étaient la réaction électrophysiologique des synganglions des tique, avec enregistrement des variations du potentiel total (TP) des neurones de la zone pré-œsophagienne, en réponse à une stimulation de l'organe de Haller pour chaque odeur (25 individus testés pour chaque produit). 
L'étude a montré que l'osmophérine attire les tiques, alors que l'osmophérone n'est pas plus stimulante pour la tique que l'humidité. Inversement, le DEET et l'éthanol agissent comme des répulsifs pour ces tiques et évoquent généralement des changements positifs de potentiels neuronaux. 
Dans l'attente d'une proie, les tiques se positionnent naturellement sur des tiges de graminées ou branches, prêtes à accrocher le pelage d'un animal qui passe, ou à s'y laisser tomber. Cette position est dite « attitude de quête ». Lors de cette même étude, chaque tique exposée à une des odeurs testées a aussi été testée selon la hauteur de sa position de quête (ici sur une tige de verre inclinée à 75 °) et dans le même temps pour la présence éventuelle d'agents pathogènes (recherche d'ADN de Borrelia burgdorferi sp. S.L. et d'ARN de virus d'encéphalite à tique (VET) ; l'étude a montré concernant la position de quête, que le degré de réponse à l'osmopherine était positivement corrélé à la hauteur de quête. De plus, les tiques qui grimpaient le plus haut sur les tiges artificielles étaient aussi celles qui étaient les plus porteuses d'espèces de  borrélies. S.L., ce qui montre une corrélation entre la réaction électrophysiologique du synganglion de tiques et leurs réponses comportementales avec la perception de certaines molécules ou odeurs ; ce qui montre aussi que les tiques infectées par les borrélies sont plus susceptibles d'infecter des animaux de grande taille. Les borrélies, quand elles sont présentes dans l'intestin de la tique, semblent pouvoir  « modifier » le comportement de la tique à leur profit.[réf. souhaitée]

## Reproduction
Après s'être gorgée de nourriture, la femelle se laisse tomber au sol sur la litière forestière (quand elle est encore dans son habitat naturel, sinon, ce peut être dans une étable, une écurie, une niche de chien, etc.). Elle pond ses œufs en paquets sur le sol puis elle meurt. Les œufs écloront au printemps suivant.

## Publication originale
- Schulze, 1930 : Über einige Verwandte von Ixodes ricinus L. aus Ostasien. Zoologischer Anzeiger, vol. 90, p. 294-303.